# 김광균
김광균(金光均, 1914년 1월 19일~1993년 11월 23일)은 대한민국의 시인(1973년 은퇴 및 절필)이었으며, 1926년에 등단한 시문학에서 약47년여만에 은퇴한 이후에는 기업가 겸 실업가로 활약하였다.
본은 웅천(熊川)이고, 호(號)는 우사(雨社)·우두(雨杜)이며, 일제 강점기 조선 시대의 경기 개성 출생이다.
13세 시절이던 1926년에 시인으로 첫 등단한 그는 〈‘시인부락’〉의 동인으로 활약하는 등, 모더니즘 시문학 운동에 자극을 받아 “시는 하나의 그림(회화)이다”라는 시론을 전개하면서 주지적·시각적인 시를 계속 발표하여 시단에 신선한 바람을 일으켰고, 1973년 시인에서 은퇴한 이후에도 후진들에게 커다란 영향을 미쳤다. 시집에 《와사등》, 《기항지》, 《황혼가》 등이 있다.
1926년 시인으로 첫 입문하였으며, 아직 광복 이전이던 1937년경부터 경성부에 이주한 그는, 1969년 실업계에 투신한 이후 1973년 시문학가 분야에서는 완전히 전격 은퇴하였다.
1945년 8월 15일, 광복(8·15 을유해방)이 도래한 후 1950년 6월 25일, 한국 전쟁 중에 북괴군(북한인민공산군)한테 납북된 첫째 남동생이 운영하던 건설상회 업체를 대신 운영하면서, 1969년에 중견 기업(KS물산)으로 키워내는 등 후대엔 시인(1973년 은퇴)의 길이 아닌, 기업가로 활동했다.
1973년 시인(시문학)에서 은퇴(절필)한지도 17년이 지난 1990년, 〈제2회 정지용 문학상〉을 수상키도 했다.

## 참고 문헌
- 『한국현대시인연구』(김재홍, 일지사, 1986)
- 『한국모너니즘시연구』(문덕수, 시문학사, 1981)
- 『한국현대시인연구』(정태용, 어문각, 1976)